# Danièle Kaber
Danièle Kaber (nascuda el 20 d'abril de 1960) és una ex-corredora de llarga distància luxemburguesa. Va establir el seu millor rècord personal (2:29:23) a la marató dels Jocs Olímpics d'Estiu de 1988, disputada a Seül. Kaber fou premiada en tres ocasions com a l'Esportista Luxemburguesa de l'Any (1985, 1986 i 1988).

## Resultats internacionals
| Competició         | Any  | Disciplina | Posició | Temps    | Lloc                           |
| ------------------ | ---- | ---------- | ------- | -------- | ------------------------------ |
| Campionat d'Europa | 1986 | 10.000 m.  | 12a     | 32:16.97 | Stuttgart, Alemanya Occidental |
| Jocs Olímpics      | 1988 | Marató     | 7a      | 2:29:23  | Seül, Corea del Sud            |